# سوبر ميرو (مسلسل)
سوبر ميرو هو مسلسل تلفزيوني مصري كوميدي.

## القصة
تجسد إيمي شخصية أميرة التي تحلم بمساعدة الناس وان تصبح بطلة خارقة وتلتقي ب (هدهد) صديقها من المدرسة صدفة وتخبر بأنها تريد أن تصبح بطلة فيحقق لها حلمها ويصمم البدلة والأسلحة، تتغلب سوبر ميرو (أميرة) على عصابات كثيرة وتشتهر شهرة دولية وعالمية وتتوالى الأحداث في سياق القصة.

## طاقم العمل
- إيمي سمير غانم:[5] أميرة طفطف / سوبر ميرو
- حمدي الميرغني:[6] هدهد فخر العرب
- محمد ثروت:[7] الفاجر
- سمير غانم : والد أميرة
- أحمد سلطان:[8] ليمون
- سلوى عثمان:[9] والدة هدهد
- إنعام سالوسة : كوبرا
- عمر الشناوي : مروان
- ميار الغيطي : كنزي حشاد
- ملك قورة:[10] زوجة الفاجر
- مصطفى غريب : مجلي
- أحمد محيي : بلبل فخر العرب
- محمد محمدي : جلهوم
- عاصم ترك[11][12]

## وصلات خارجية
- سوبر ميرو على موقع IMDb (الإنجليزية)
- سوبر ميرو على موقع قاعدة بيانات الأفلام العربية